# Gavineta de tres dits
La gavineta o gavineta de tres dits (Rissa tridactyla), també anomenada gavina de tres dits al País Valencià i gavina tresdits a les Illes Balears, és una espècie d'ocell de l'ordre dels caradriformes, de la família dels làrids (que componen les gavines) i del gènere Rissa.
La gavineta de tres dits fa uns 37-42 cm de llargada. Té el cap relativament gros i les potes curtes i negres, amb el quart dit posterior de cadascuna en l'estat de vestigi. És blanca amb el dors gris i les puntes de les ales negres. Té el bec groc.
Cria principalment a la costa atlàntica d'Europa. La seva presència a l'oest de la Mediterrània i al litoral dels Països Catalans es dona de forma rara però regular a l'hivern, i accidental durant l'estiu.